# Praslin (Seychelles)
Praslin es una isla del archipiélago de las islas Seychelles.

## Historia
Fue llamada por primera vez Isle de Palmes por el explorador Lazare Picault en 1744. Durante un tiempo fue utilizado como escondite por los piratas y los comerciantes árabes. En 1768 fue renombrada como Praslin en honor del diplomático francés César Gabriel de Choiseul, duque de Praslin.

## Turismo
Praslin se conoce como destino turístico, con muchas playas y hoteles. También tiene bosques tropicales, con pájaros como el Bulbul de Seychelles y su endémico loro negro. La hermosa Reserva Natural Valle de Mai (Valée de Mai) es conocida por el "Coco de Mer" o Coco Doble y las orquídeas de vainilla. Se dice que el General Charles George Gordon de Jartum estaba convencido de que el Valle de Mai era el "jardín del Eden".
En Praslin se encuentra el Aeropuerto de la isla de Praslin. Las islas circundantes son Curieuse, la Digue, Cousin, Cousine y Aride. Tiene también algunos islotes próximos como Round Island (0,193 km²) y Chauve Souris (0,007 km²), ambos con hoteles.